# Odostomia microeques
Odostomia microeques is een slakkensoort uit de familie van de Pyramidellidae. De wetenschappelijke naam van de soort is voor het eerst geldig gepubliceerd in 1999 door Rolán & Templado in Peñas & Rolán.